# Global Administrative Unit Layers
Global Administrative Unit Layers（GAUL）は、世界中のすべての国の行政単位を集めた空間データベースである。国連食糧農業機関（FAO）のプロジェクトとして作成されたものである。

## ミッション
GAULは、世界のすべての国の行政単位に関する最も信頼性の高い地理情報を編纂・配布することを目的としている。これにより、行政単位を表す空間データセットの標準化に貢献している。この枠組みの中で、次のことを目的としている。
- 行政単位レイヤーが国ごとにデジタル化されるときに発生するグローバルデータセットの断片化を克服すること
- 行政単位の形状と範囲で発生する変更の履歴を追跡すること
- 統一されたコーディング（英語版）システムを広めることでメンテナンスの労力を軽減すること

## 特徴
GAULは常に、国、第1行政（地域など）、第2行政（地区など）のレベルで統一されたコーディングシステムを使用して、グローバルな地理レイヤー（シェープファイル形式）をメンテナンスしている。さらに、データが利用可能な場合、国ごとに3番目、4番目、およびそれ以下のレベルまでのレイヤーを提供している。GAULデータの対象となる受益者は、国連コミュニティ、大学、その他の認可された国際的および国内の機関/機関である。データは、権威ある国の情報源によって公式に検証されていない可能性があり、一般の人々に配布することはできない。GAULデータの使用には、常に免責事項を添付する必要がある。
GAULはグローバルレベルで機能するため、物議を醸す境界を無視することはできない。GAULでは、すべての紛争国の国家の完全性を維持するような方法で紛争地域を維持するというアプローチを取っている。
GAULの海岸線は、一部の国を除いて、国連地図作成セクションによって提供された国際境界マップの海岸にほぼ準拠している（例：ベトナム、インド、バングラデシュなど）。GAULの将来のリリースでは、衛星画像（例：Landsat ETM）との比較を通じて、海岸線を更新するプロセスが国ごとに行われる予定である。
GAULは、過去に変更、追加、または削除された行政単位を追跡している。異なる年に実装された変更は、異なるレイヤーのGAULに記録される。このため、GAUL製品は単一のレイヤーではなく、GAUL Setという名前のレイヤーグループとなっている。GAULプロジェクトは、1990年より前の日付の変更は実装していない。
GAULコードは数値であり、任意の行政階層レベルのすべての行政単位に対して一意である。GAULコードは、上位の管理レベルのコードから独立している。特定の国の行政単位に割り当てられたGAULコードは、必ずしも連番である必要はない。GAULコーディングシステムの主な利点は、行政単位のコードの変更が、下位レベルの対応する単位のコードの変更を必ずしも意味しない場合があることである。これにより、主題データと関連する行政単位の間のリンクを維持するための労力が最小限に抑えられるようになっている。

## 組織
GAUL initiativeの実装は、行政単位に関する空間情報を生成・収集する国際機関と国内当局間の共同作業に基づいている。FAOの役割は、この協力者のネットワークをアクティブに保ち、利用可能なソースからのデータを評価・コンパイルし、データ統合の手順を確立し、GAULコードを生成し、定期的にGAULセットを配布することである。全体的な方法論は次のとおりである。
1. 最も信頼できるソースから利用可能な最良のデータを収集する
2. 地理的特徴の検証期間を確立する（可能な場合）
3. 国連地図作成ユニットによって提供された国際境界に基づいて、選択したデータをグローバルレイヤーに追加する
4. GAULコーディングシステムを使用してコードを生成する
5. ユーザーへデータを配布する

GAULには、データを配信するための一貫したフレームワークがある。年に一度、GAULセットの更新バージョンがGeonetworkを通じてリリースされる。新しいバージョンには、前年中に行われたすべての更新が含まれている。データセットは無料で、ログインでダウンロードできる。新しいバージョンのGAUL2009は、2009年1月からGeonetworkで利用できるようになる予定である。